# Type 205
Ne doit pas être confondu avec Unterseeboot 205.
Les sous-marins de type 205 sont une classe de sous-marins à propulsion diesel-électrique, développés par Howaldtswerke-Deutsche Werft AG (HDW) pour la marine allemande. Ils ont été mis au point par l'Ingenieurkontor Lübeck (IKL), dirigé par Ulrich Gabler (de). Destinés aux opérations dans la mer Baltique, ils ont été également mis en œuvre par la marine royale danoise, dans laquelle on les désigne parfois comme « classe Narhvalen » puisque leur adoption s'est traduite par quelques modifications.
Les Types 205 sont une évolution directe des Types 201, avec une coque allongée, une motorisation et des capteurs modernisés. Mais la plus grande différence réside dans le métal de la coque, le ST-52, un acier au carbone en remplacement de l'acier amagnétique des Types 201, à l'origine de nombreux problèmes. La classe suivante, le Type 206, abouti enfin à l'utilisation réussie d'un acier amagnétique.

## Navire musée
- U-9 (S188) ; Musée des techniques de Spire
- U-10 (S189) ; Deutsches Marinemuseum à Wilhemshaven
- U-11 (S190) ; Musée à Fehmarn